# Eozin
Eozin je kislo barvilo rdeče barve (derivat fluoresceina), ki se pogosto uporablja v histološki tehniki za barvanje citoplazme. Izraz se uporablja tudi za druga barvila, sorodna eozinu. V mikroskopskih preparatih obarva tudi kolagen in mišična vlakna. Za strukture, ki se obarvajo z eozinom, pravimo, da so eozinofilne.

## Podvrsti
Pravzaprav z izrazom eozin imenujemo dve zelo sorodni spojini. Pogosteje se uporablja eozin Y, ki daje bolj rumenkasto obarvanje. Eozin B daje nekoliko bledo modrikasto obarvanje. V praktični uporabi sta obe barvili medsebojno zamenljivi.
Eozin Y je tetrabromo derivat fluoresceina (število CAS: 17372-87-1, struktura SMILES: O=C5C(Br)=C2O C1=C(Br)C([O-]) =C(Br)C=C1C(C4=C (C([O-])=O)C=C C=C4)=C2C=C3Br.
Eozin B je dibromo dinitro derivat fluoresceina (število CAS: 548-28-3, struktura SMILES: O=C5C(Br)=C2O C1=C(Br)C([O-]) =C([N+]([O-])=O) C=C1C(C4=C(C([O-]) =O)C=CC=C4)=C2 C=C3[N+]([O-])=O).

## Uporaba v histologiji
Eozin se najpogosteje uporablja skupaj s hematoksilinom (t. i. barvanje s hematoksilinom in eozinom). Pri tem se citoplazma obarva rožnatooranžno, celična jedra pa temnomodro ali temnovijolično. Eozin obarva rdeče krvničke močno rdeče.
Ker je eozin kisla spojina, se veže na bazične dele celičnih struktur, torej predvsem v strukture citoplazmi. Hematoksilin pa je bazično barvilo in obarva kisle strukture, torej zlasti predele, kjer je veliko DNK ali RNK (celična jedra).

## Etimologija
Ime eozin prihaja iz grške besede eos, ki pomeni zoro, svit (Eos je tudi grški bog zore).